# The Little Orphan
The Little Orphan é um filme de animação em curta-metragem estadunidense de 1949 dirigido e escrito por William Hanna e Joseph Barbera. Venceu o Oscar de melhor curta-metragem de animação na edição de 1949.

## Censura
O episódio teve algumas censuras. A cena onde uma vela cai para a cauda de Tom e fica todo castanho. A cenas onde ele aparece assim foram cortadas por terem sido consideradas racistas. 